# Diocèse anglican de Québec
Ne doit pas être confondu avec Diocèse catholique de Québec.

Armoiries du diocèse.

Le diocèse de Québec est un diocèse de l'Église anglicane du Canada. Fondé en 1793, son siège est la cathédrale de la Sainte-Trinité de Québec. Son évêque actuel est Bruce Myers.

## Liste des évêques
|     | Nom                | Dates       | Notes                              |
| --- | ------------------ | ----------- | ---------------------------------- |
| 1er | Jacob Mountain     | 1793–1825   |                                    |
| 2e  | Charles Stewart    | 1826–1837   |                                    |
| 3e  | George Mountain    | 1837-1863   |                                    |
| 4e  | James Williams     | 1863-1892   |                                    |
| 5e  | Andrew Hunter Dunn | 1892-1914   |                                    |
| 6e  | Lennox Williams    | 1915-1935   |                                    |
| 7e  | Philip Carrington  | 1935-1960   | Métropolitain du Canada, 1944–1960 |
| 8e  | Russel Brown       | 1960–1971   |                                    |
| 9e  | Tim Matthews       | 1971–1977   |                                    |
| 10e | Allen Goodings     | 1977–1990   |                                    |
| 11e | Bruce Stavert      | 1990–2009   | Métropolitain du Canada, 2004–2009 |
| 12e | Dennis Drainville  | 2009–2017   |                                    |
| 13e | Bruce Myers        | depuis 2017 |                                    |